# إميل روجيه لومبيرتي
إميل روجيه لومبيرتي (بالفرنسية: Émile Roger Lombertie)، هو سياسي وطبيب فرنسي من مواليد 20 فبراير 1951. هو عضو في حزب الاتحاد من أجل حركة شعبية، ويشغل منصب عمدة مدينة ليموج منذ عام 2014. أُنتُخب عمدة ليموج من قبل المجلس البلدي في 4 أبريل 2014، ليصبح بذلك أول عمدة من اليمين في ليموج منذ 102 عام، باستثناء فترة أندريه فاور خلال الحرب العالمية الثانية. انخرط في السياسة خلال الانتخابات البلدية لعام 2014 في ليموج. انتُخب كنائب رئيس ثامن لوحدة ليموج الحضرية في 15 أبريل 2014.

## السيرة الذاتية
ولد إميل روجيه لومبرتي في عام 1951 في شامساك، فرنسا. يعمل إميل روجيه لومبرتي طبيباً نفسياً ورئيس مستشفى ليموج إسكيرول. يُعرف أيضًا بإصداره قوانين مثيرة للجدل في فرنسا تهدف إلى الحد من الدعارة والتسول في وسط المدينة.